# وادي غضار
وادي غضار هو واد في سراة بلاد بلقرن عليه سد خرساني حديث تسيل مياهه من جبال جرب الغربية، ومن وادي الزرب، ومن وادي مغينمة، ومن عدة شعاب أخرى فيتجه شمالاً حى يصب في وادي تبالة غربي قرية الكعوب وعليه أغلب قرى الحرجة. تنتشر بالوادي العديد من أنواع الأشجار المحتطبة المتجددة وغير المتجددة.